# 张邦应
张邦应（1932年—），男，山西晋源人，中华人民共和国政治人物，曾任中共山西省委常委、省纪委书记、省委政法委书记，山西省人大常委会副主任，中国法学会常务理事，第八、九届全国人大代表。